# The Final Frontier (album d'Iron Maiden)
Pour les articles homonymes, voir The Final Frontier.
Albums de Iron Maiden
Iron Maiden: Flight 666
(2009) From Fear to Eternity
(2011)
The Final Frontier est le quinzième album studio du groupe de heavy metal britannique Iron Maiden. Il est sorti le 16 août 2010 au Royaume-Uni. La première chanson a été présentée publiquement par téléchargement pour le 8 juin 2010 et le premier single est intitulé El Dorado. La tournée The Final Frontier World Tour nord-américaine débuta le 9 juin 2010 à Dallas (Texas) et le 30 juillet à Dublin pour la tournée européenne.
Le groupe a décidé d'enregistrer l'album aux studios Compass Point de Nassau aux Bahamas, connus pour avoir enregistré leurs albums Powerslave, Piece of Mind ainsi que Back in Black d'AC/DC.

## Production
Lors d'un entretien pour la promotion de Iron Maiden: Flight 666, Nicko McBrain a révélé que le groupe entrait en studio début 2010.
Le 2 novembre 2009, Janick Gers a confirmé du nouveau matériel et que Iron Maiden se dirigeait à Paris, pour commencer à composer et répéter l'essentiel du nouvel album. Le groupe a pris congé pour Noël et Nouvel An avant l'enregistrement du nouvel album en janvier, avec Kevin Shirley qui produit le disque. Dans une autre entrevue avec Eddie Trunk, animateur de radio, Nicko McBrain affirme que le groupe a écrit huit nouvelles chansons pour le nouvel album qui, selon lui devait probablement sortir en 2011.
Le 4 mars 2010, le titre de l'album est annoncé, s'intitulant The Final Frontier. Les dates de la tournée pour l'Amérique du Nord et l'Europe ont elles aussi été annoncées.
Le 6 mars, le producteur Kevin Shirley annonce sur le site Blabbermouth.net qu'il a terminé le mixage de l'album.
Le 5 juin, le site officiel lance un compte à rebours sur les révélations de la pochette de l'album, de la liste des titres et de sa sortie. Un titre est aussi disponible en téléchargement gratuit sur le site officiel, El Dorado. La liste des chansons de l'album est diffusée le 8 juin en même temps que le premier extrait du disque. La pochette, signée Melvyn Grant, est diffusée le même jour.
Le 9 juillet, un extrait du vidéo clip Satellite 15... The Final Frontier est diffusé, la vidéo complète sera diffusée le 13 juillet.
Le 10 juillet, les crédits de l'écriture des morceaux sont révélés.

## Liste des titres
Vinyle – EMI Group (50999 6477701 6,  Union européenne)
| 1.      | Satellite 15... The Final Frontier | Steve Harris, Adrian Smith                  | 8:40  |
| 2.      | El Dorado                          | Steve Harris, Adrian Smith, Bruce Dickinson | 6:49  |
| 3.      | Mother of Mercy                    | Steve Harris, Adrian Smith                  | 5:20  |
| 4.      | Coming Home                        | Steve Harris, Adrian Smith, Bruce Dickinson | 5:52  |
| 5.      | The Alchemist                      | Steve Harris, Janick Gers, Bruce Dickinson  | 4:29  |
| 6.      | Isle Of Avalon                     | Steve Harris, Adrian Smith                  | 9:06  |
| 7.      | Starblind                          | Steve Harris, Adrian Smith, Bruce Dickinson | 7:48  |
| 8.      | The Talisman                       | Steve Harris, Janick Gers                   | 9:03  |
| 9.      | The Man Who Would Be King          | Steve Harris, Dave Murray                   | 8:28  |
| 10.     | When the Wild Wind Blows           | Steve Harris                                | 11:00 |
| 1:14:75 |                                    |                                             |       |

## Composition du groupe
- Bruce Dickinson – chant
- Dave Murray – guitare
- Adrian Smith – guitare
- Janick Gers – guitare
- Steve Harris – basse, claviers, chœurs, coproducteur
- Nicko McBrain – batterie

## Charts
| Pays             | Chart                   | Meilleure position | Nombre de semaines | Première entrée    | Réf    |
| ---------------- | ----------------------- | ------------------ | ------------------ | ------------------ | ------ |
| Allemagne        | Media Control Charts    | 1                  | 12                 | 30 août 2010       | [ 13 ] |
| Australie        | ARIA Charts             | 2                  | 6                  | 29 août 2010       | [ 14 ] |
| Autriche         | Ö3 Austria Top 40       | 1                  | 8                  | 27 août 2010       | [ 15 ] |
| Belgique (FR)    | Ultratop                | 2                  | 11                 | 21 août 2010       | [ 16 ] |
| Belgique (NL)    | Ultratop                | 2                  | 12                 | 21 août 2010       | [ 17 ] |
| Canada           | Canadian Albums Chart   | 1                  | 3                  | 4 septembre 2010   | [ 18 ] |
| Danemark         | Tracklisten             | 1                  | 7                  | 27 août 2010       | [ 19 ] |
| Espagne          | PROMUSICAE              | 1                  | 45                 | 22 août 2010       | [ 20 ] |
| États-Unis       | Billboard 200           | 4                  | 8                  | 4 septembre 2010   | [ 21 ] |
| États-Unis       | Rock Albums             | 2                  | 7                  | 4 septembre 2010   | [ 22 ] |
| États-Unis       | Hard Rock Albums        | 1                  | 11                 | 4 septembre 2010   | [ 23 ] |
| Finlande         | Mitä hittiä             | 1                  | 24                 | 33e semaine (2010) | [ 24 ] |
| France           | SNEP                    | 1                  | 20                 | 21 août 2010       | [ 25 ] |
| Grèce            | Greek charts            | 1                  | 10                 | 34e semaine (2010) | [ 26 ] |
| Italie           | FIMI                    | 1                  | 13                 | 26 août 2010       | [ 27 ] |
| Japon            | Oricon                  | 5                  | 8                  | ?                  | [ 28 ] |
| Mexique          | Mexican charts          | 1                  | 12                 | 34e semaine (2010) | [ 29 ] |
| Norvège          | VG-lista                | 1                  | 10                 | 34e semaine (2010) | [ 30 ] |
| Nouvelle-Zélande | RIANZ                   | 1                  | 5                  | 23 août 2010       | [ 31 ] |
| Pays-Bas         | Dutch Top 40            | 2                  | 9                  | 23 août 2010       | [ 32 ] |
| Portugal         | TAFP                    | 1                  | 5                  | 35e semaine (2010) | [ 33 ] |
| Royaume-Uni      | UK Albums Chart         | 1                  | 6                  | 28 août 2010       | [ 34 ] |
| Royaume-Uni      | UK Rock and Metal Chart | 1                  | -                  | 28 août 2010       | [ 35 ] |
| Suède            | Sverigetopplistan       | 1                  | 14                 | 20 août 2010       | [ 36 ] |
| Suisse           | Swiss Music Charts      | 1                  | 11                 | 29 août 2010       | [ 37 ] |

## Certifications
| Pays                  | Certification |
| --------------------- | ------------- |
| Canada (Music Canada) | Or            |
| Finlande (IFPI)       | Platine       |
| Italie (FIMI)         | Or            |
| Norvège (IFPI)        | Or            |
| Pologne (ZPAV)        | Or            |
| Royaume-Uni (BPI)     | Or            |
| Suisse (IFPI)         | Or            |

## Format
| Pays             | Format                     | Catalogue       | Label        |
| ---------------- | -------------------------- | --------------- | ------------ |
| Union européenne | Vinyle (x2) (Picture-disc) | 50999 6477701 6 | EMI Records  |
| Union européenne | CD (Mission édition)       | 50999 6477712 2 | EMI Records  |
| Union européenne | CD                         | 50999 6477722 1 | EMI Records  |
| États-Unis       | Vinyle (x2)                | 88697742471     | UMe records  |
| États-Unis       | CD                         | 88697718552     | UMe records  |
| États-Unis       | CD (Mission édition)       | 88697718562     | UMe records  |
| Russie           | CD                         | 50999 9176242 9 | Gala Records |
| Russie           | CD + DVD                   | Star Mark       | Star Mark    |